# Calle 13 (band)
Calle 13 is een Puerto Ricaanse band die urban-muziek maken met diverse invloeden uit hip-hop, pop, jazz, bossanova, salsa, cumbia, rock en tango. De band is opgericht door stiefbroers René Pérez Joglar en Eduardo José Cabra Martínez. Het duo maakte oorspronkelijk reggaeton, maar distantieerde zich vrijwel direct van het genre vanwege de commerciële aard. De groep is sociaal geëngageerd, en dit is terug te horen in de teksten, maar schuwt echter geen expliciet en vulgair taalgebruik. Zo haalde zanger Residente (Joglar), overtuigd atheïst, al verscheidene keren uit naar het Vaticaan.
De band verkreeg in Puerto Rico bekendheid met hun controversiële lied "Querido F.B.I.". Hierin wordt de FBI beschuldigd van de moord op Filiberto Ojeda Ríos, leider van Los Macheteros, een paramilitaire organisatie die zich verzet tegen de Amerikaanse overheersing van Puerto Rico. In 2005 bracht de band zijn eerste album uit, met daarop onder andere de singles "Se Vale Tó-Tó" en "¡Atrévete-te-te!". Met hun tweede album, Residente o Visitante, verkreeg de groep bekendheid in Latijns-Amerika en won ze drie Latin Grammy's. Op het volgende album werkte de band onder meer samen met salsa-legende Rubén Blades voor het nummer La Perla, een ode aan Puerto Rico. In de herfst van 2010 werd het vierde album uitgebracht, genaamd Entren Los Que Quieran. Het album werd goed ontvangen en won onder meer negen Latin Grammy's. Een daarvan voor Best Short Form Music Video voor het nummer Calma Pueblo, waarop wordt samengewerkt met gitarist Omar Rodríguez-López van The Mars Volta. Tot op heden (2014) won de band twee Grammy Awards en bovendien 20 Latin Grammy's, meer dan welke Latijns-Amerikaanse act dan ook.

## Discografie
- 2005: Calle 13
- 2007: Residente o Visitante
- 2008: Los De Atrás Vienen Conmigo
- 2010: Entren Los Que Quieran

- International Standard Name Identifier: 0000 0001 1544 6900
- Library of Congress Control Number: no2007072353
- MusicBrainz: 5be7d200-5499-4bba-b29b-1ac554199d23
- Système universitaire de documentation: 160119804
- Virtual International Authority File: 155149103